# Đô la Tây Ban Nha
Đô la Tây Ban Nha, còn được gọi là "mảnh tám" (Tiếng Tây Ban Nha: Real de a ocho, Dólar, Peso duro, Peso fuerte hoặc Peso), là một đồng xu bạc có đường kính khoảng 38 mm (1,5 in) có tỷ giá quy đổi bằng 8 đồng Real Tây Ban Nha. Nó được đúc trong lãnh thổ Đế quốc Tây Ban Nha sau cuộc cải cách tiền tệ năm 1497.
Đô la Tây Ban Nha được sử dụng rộng rãi như đơn vị tiền tệ thanh toán thương mại quốc tế. Một số quốc gia đã cho đóng dấu ngược (countermarked) lên xu này để sử dụng làm nội tệ của quốc gia mình. Đến thế kỷ XIX, khi chủ nghĩa thực dân phương Tây bành trướng ra khắp châu Á, họ đã cho đúc các loại xu bạc theo tiêu chuẩn của đô la Tây Ban Nha để sử dụng trong thương mại ở thuộc địa, lịch sử tiền tệ gọi chúng là "Đô la thương mại", các đồng tiền này có thể kể đến như: Piastre Đông Dương do Pháp đúc, lưu hành ở Đông Dương thuộc Pháp; Đô la Thương mại Nhật, được đúc dưới thời Thiên hoàng Minh Trị; Đô la Hải thần của người Anh; Đô la Rồng được đúc cuối thời Nhà Thanh; Đô la Thương mại Mỹ...
Đô la Tây Ban Nha chính là đồng tiền tiêu chuẩn mà đồng Đô la Mỹ đầu tiên đã nương theo, chúng được đúc và lưu hành cho đến khi có Đạo luật đúc tiền 1857. Vào thế kỷ XVIII, vì đô la Tây Ban Nha được sử dụng rộng rãi ở châu Âu, châu Mỹ và Viễn Đông, nên nó đã được chấp nhận như một loại tiền tệ quốc tế đầu tiên trong lịch sử. Ngoài Đô la Mỹ, một số loại tiền tệ khác, chẳng hạn như Đô la Canada, Yên Nhật, Nhân dân tệ của Trung Quốc, Peso Philippines và các loại tiền tệ ở Nam Mỹ, ban đầu đều dựa trên tiêu chuẩn của đồng đô la Tây Ban Nha và đồng bạc 8 real của các thuộc địa của Tây Ban Nha. Người ta thường chấp nhận rằng, biểu tượng của đồng đô la hiện nay ($) được tạo ra từ hình tượng của 2 chiếc cột và dải ruy băng cuốn quanh cột trên mặt trước đồng Hispan (8 real Tây Ban Nha).
Thuật ngữ Peso trong tiếng Tây Ban Nha để chỉ mệnh giá 8 real và nó đã trở thành tiêu chuẩn cho các loại tiền tệ ở các thuộc địa cũ của Tây Ban Nha, bao gồm: Argentina, Bolivia, Chile, Colombia, Costa Rica, Cuba, Dominica, Ecuador, Guatemala, Honduras, Mexico, Nicaragua, Paraguay, Philippines, Puerto Rico, Peru, El Salvador, Uruguay và Venezuela. Trong số này, "peso" vẫn là tên tiền tệ chính thức ở Argentina, Chile, Colombia, Cuba, Cộng hòa Dominica, Mexico, Philippines và Uruguay.
Hàng triệu đô la Tây Ban Nha đã được đúc trong suốt vài thế kỷ. Chúng là một trong những đồng tiền được lưu hành rộng rãi nhất trong thời kỳ thuộc địa ở châu Mỹ, và vẫn được sử dụng ở Bắc Mỹ và Đông Nam Á vào thế kỷ 19.

## Từ nguyên của "đô la"

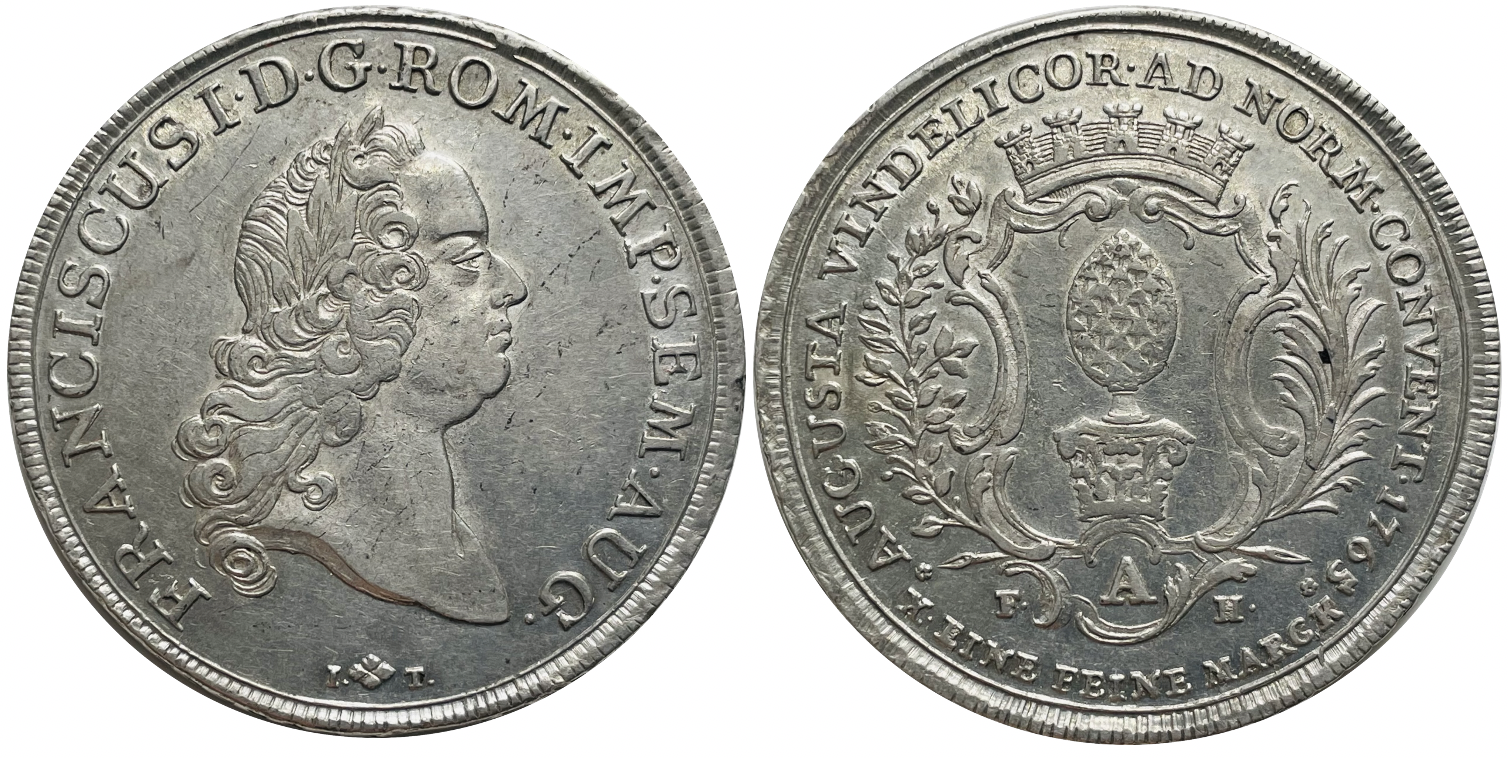
1 conventionsthaler Francis I - 1765

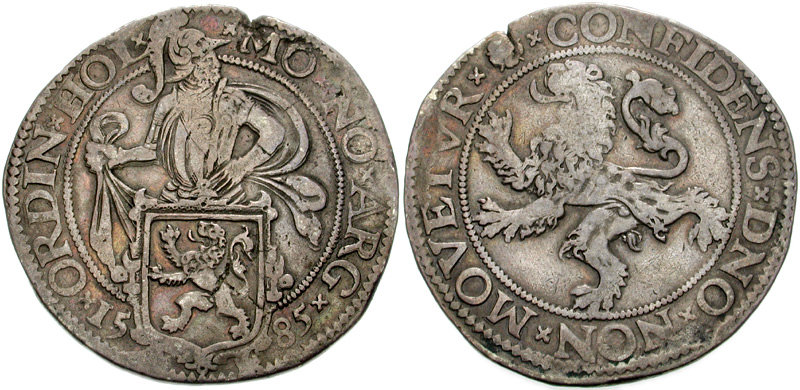
1 leeuwendaalder được đúc tại tỉnh Holland, 1585

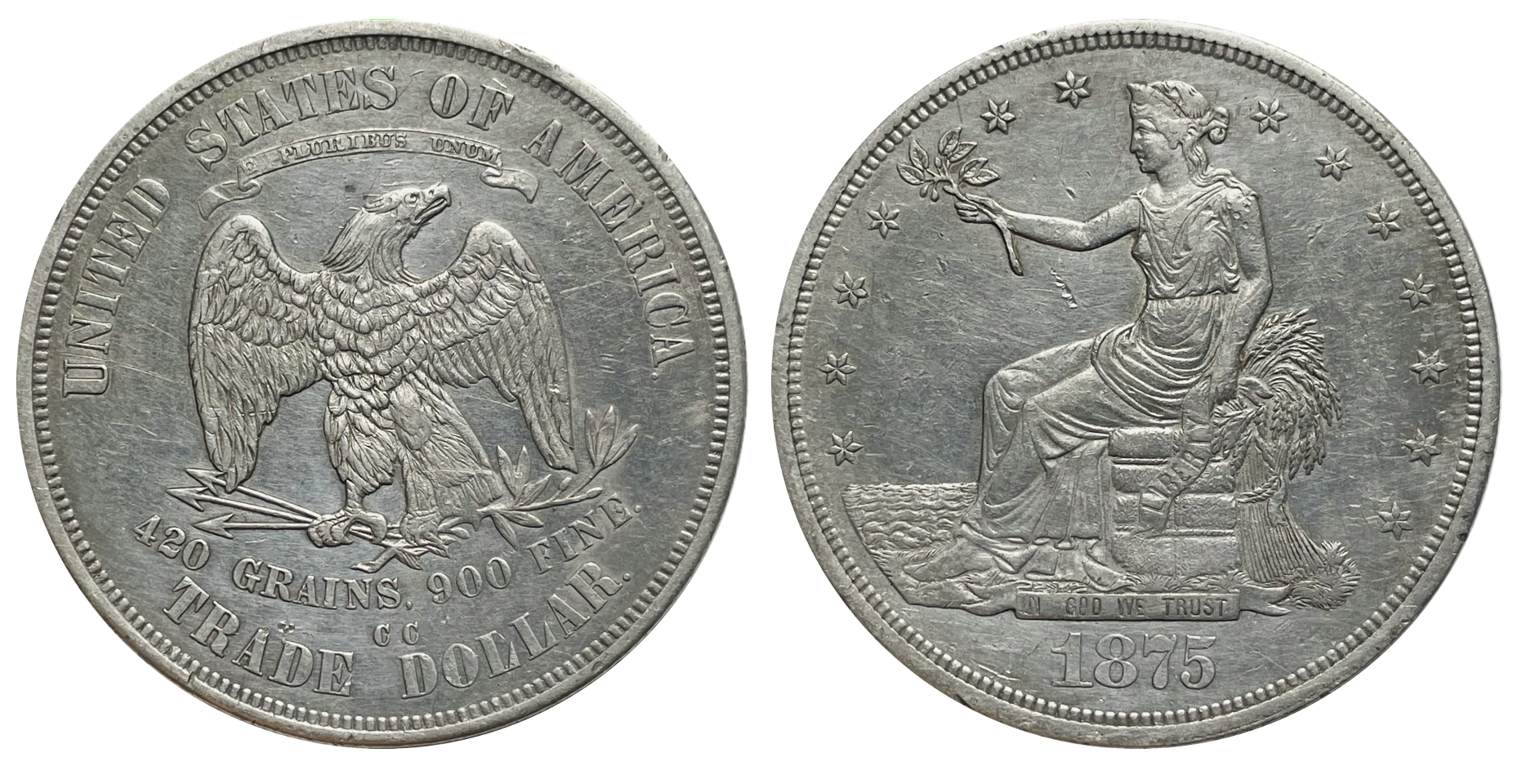
1 đô la thương mại Mỹ - 1875 CC

Vào thế kỷ XVI, Bá tước Hieronymus Schlick của Bohemia bắt đầu cho đúc xu bạc được gọi là Joachimsthaler, trong Tiếng Đức có nghĩa là Thung lũng Thánh Joachim, là tên của nơi khai thác bạc để đúc ra loại tiền này - Thung lũng ở Dãy núi Ore. Joachimstaler sau đó được rút ngắn thành Thaler hoặc Taler, những từ tương tự được tìm thấy trong các ngôn ngữ châu Âu bao gồm "tálero" trong Tiếng Tây Ban Nha và "dollar" trong Tiếng Anh.
Joachimsthaler nặng 451 Troy grain (29,2 gam). Những đồng tiền này rất được ưa chuộng và chúng thành công đến mức những loại tiền tương tự được đúc ở Công quốc Bourgogne và Vương quốc Pháp. Xu bạc "Burgundian Cross Thaler" với Thánh giá Burgundy trên mặt xu được lưu hành phổ biến ở Hà Lan Bourgogne, mà đây là vùng đất đang nổi dậy chống lại sự thống trị của Vua Tây Ban Nha và Công tước Burgundy - Philip II. Sau năm 1575, Các tỉnh nổi dậy của Hà Lan đã thay thế đồng tiền này bằng đồng tiền khắc hình một con Sư tử, do đó nó có tên bằng Tiếng Hà Lan là Leeuwendaalder.
Để tạo thuận lợi trong việc thúc đẩy thương mại, xu bạc leeuwendaalder được đúc với tỷ lệ bạc là 75%, có nghĩa là lượng bạc trong xu ít hơn so với các loại xu có mệnh giá tương đương thời đó. Rõ ràng là thương nhân Hà Lan thanh toán nợ bằng đồng leeuwendaalder sẽ có lợi hơn là bằng những đồng tiền khác. Do đó Leeuwendaalder (Đô la Sư tử) đã nhanh chống trở thành một loại tiền tệ dành cho ngoại thương. Nó trở nên phổ biến ở Trung Đông và các thuộc địa của Cộng hòa Hà Lan.
Xu bạc leeuwendaalder cũng lưu hành ở khắp các thuộc địa của Đế quốc Anh trong thế kỷ XVII và đầu thế kỷ XVIII. Từ thuộc địa Tân Hà Lan, đồng đô la sư tử lan sang tất cả Mười ba thuộc địa ở Bắc Mỹ của Anh. Những người nói Tiếng Anh bắt đầu sử dụng từ "đô la" cho đồng 8 real Tây Ban Nha (mảnh tám) vào năm 1581, và sau Cách mạng Mỹ đồng tiền đầu tiên của Hợp chủng quốc Hoa Kỳ cũng được áp dụng tiêu chuẩn và tên gọi này.

## Tây Ban Nha

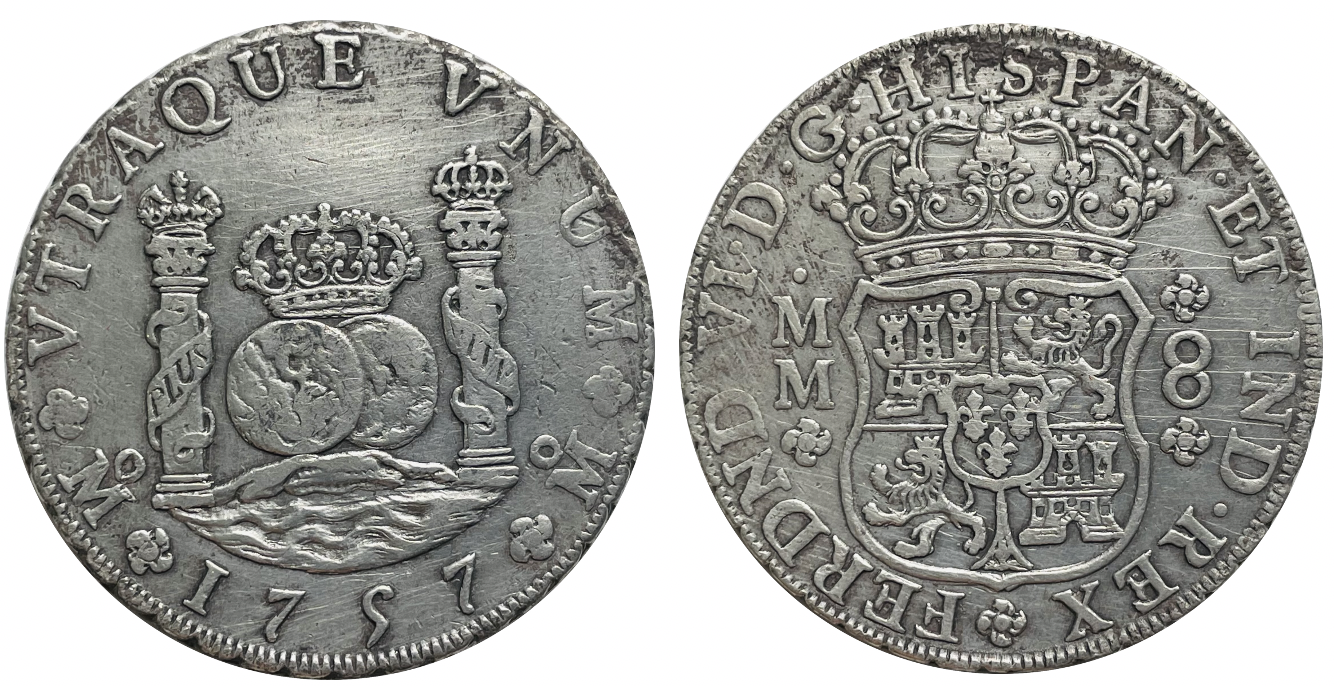
Xu bạc: 8 real Tây Ban Nha, 1757 - đúc dưới thời Fernando VI

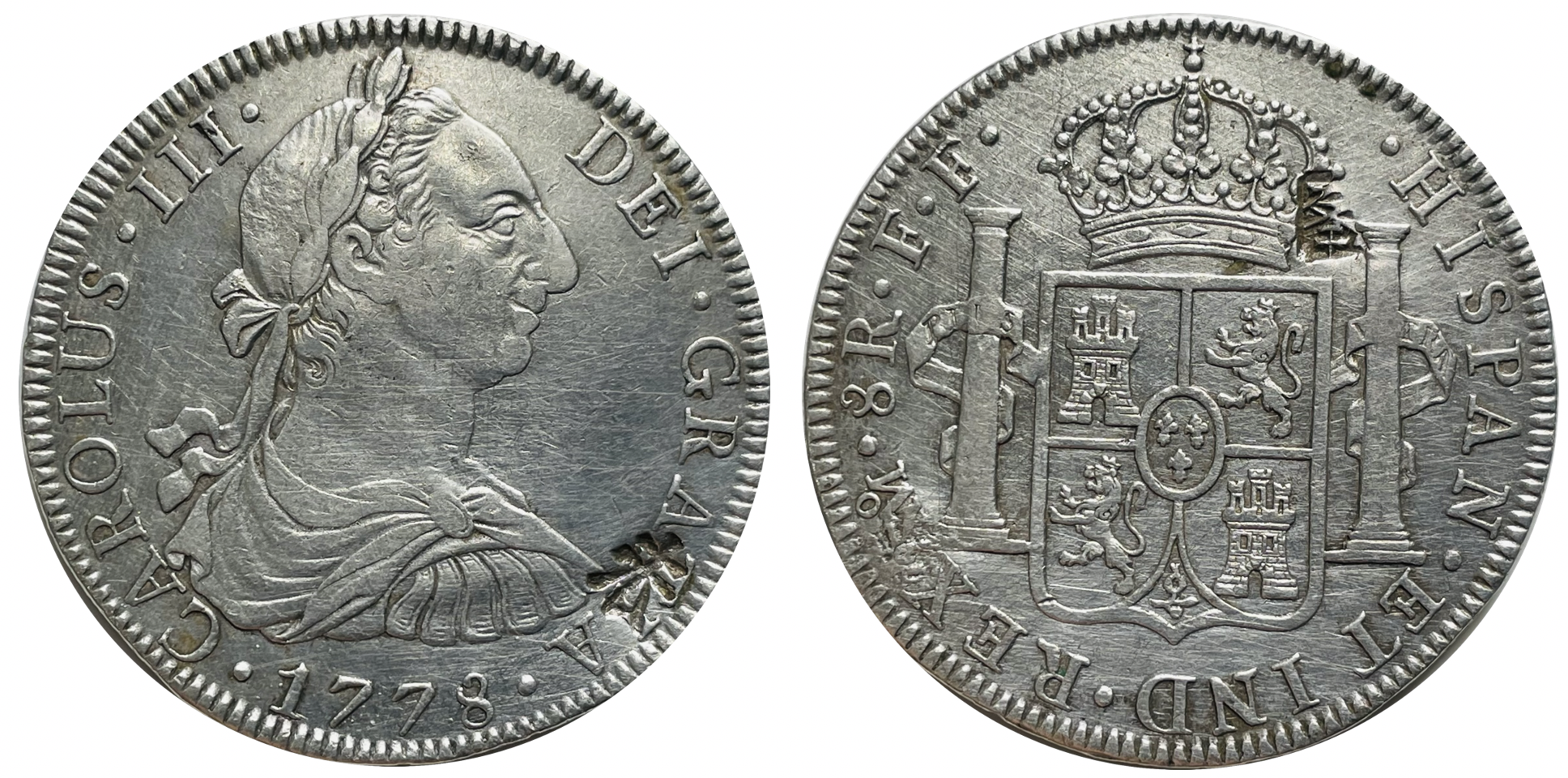
Xu bạc: 8 real của Phó vương quốc Tân Tây Ban Nha, mặt trước là chân dung vua Carlos III, đúc năm 1778

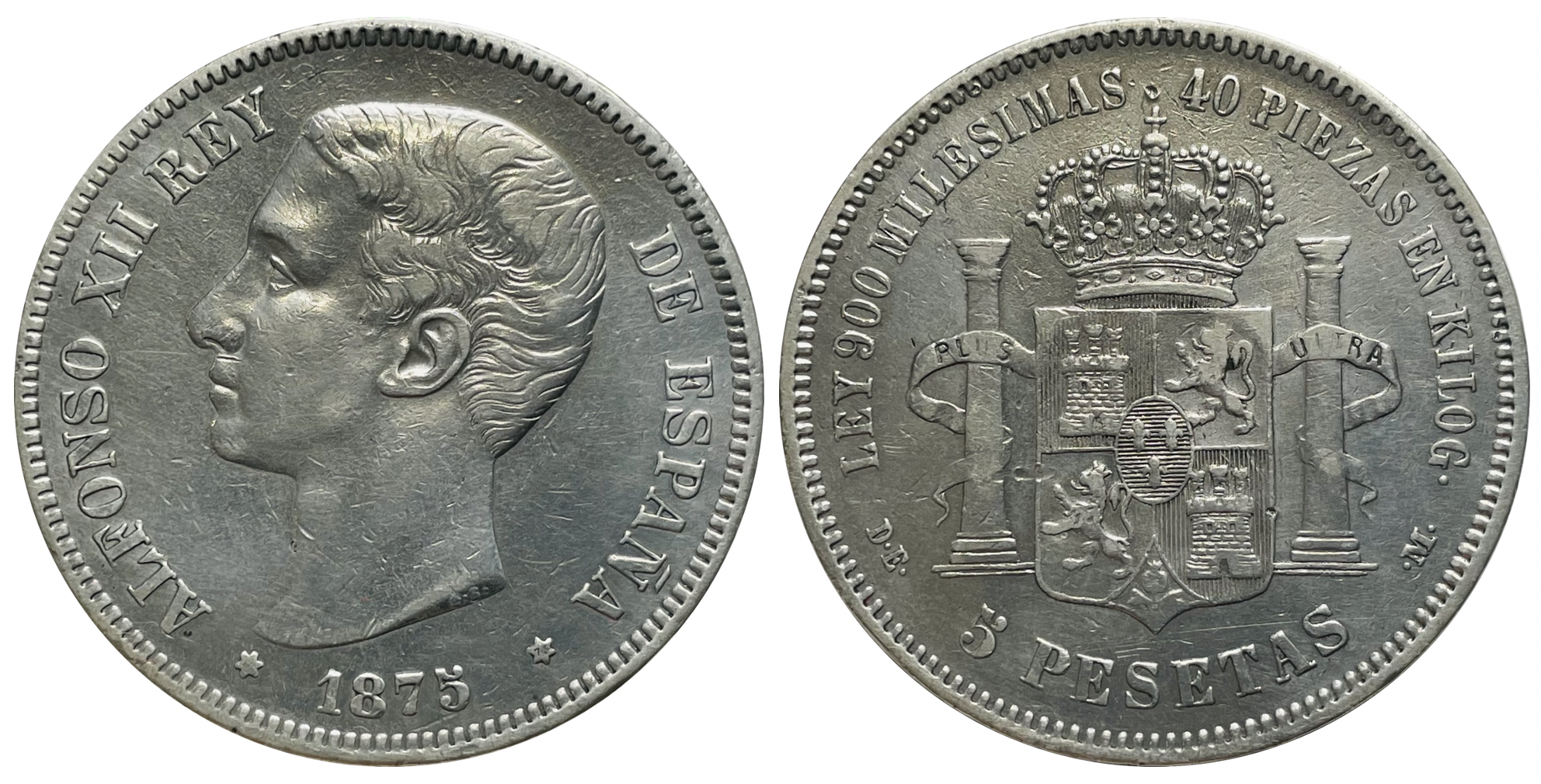
5 Peseta Alfonso XII phiên bản đầu tiên - 1875 DEM

Sau khi xu bạc Guldengrischen của Áo ra đời vào năm 1486, ý tưởng về một đồng bạc lớn với tỷ lệ bạc cao cuối cùng đã lan rộng ra khắp châu Âu và mau chóng trở thành hiện thực. Cuộc cải cách tiền tệ ở Tây Ban Nha đã dẫn đến sự ra đời của đồng 8 real (hoặc 1 peso) vào năm 1497, được đúc theo các tiêu chuẩn sau:
- Năm 1497: 8 + 3⁄8 đô la với 25,563 gam bạc mịn.
- Năm 1728: 8,50 đô la với 24,809 gam bạc mịn.
- Năm 1772: 8,50 đô la với 24,443 gam bạc mịn, nhưng tỷ lệ bạc thực sự trong đồng xu từ năm 1772 - 1821 chỉ là 89% bạc.[11]

Xu vàng với tên gọi escudo được đúc vào năm 1537, với hàm lượng vàng chứa 91,7%, tỷ lệ này giảm xuống còn 90,6% vào năm 1742 và 87,5% vào năm 1786. Mỗi đồng escudo vàng tương đương với 15 - 16 real bạc hoặc khoảng 2 đô la. Gold Doubloon có trị giá 2 escudo hoặc 4 đô la.
Từ thế kỷ XV đến thế kỷ XIX, các đồng xu được đúc với nhiều kiểu dáng khác nhau tại nhiều xưởng đúc tiền ở Tây Ban Nha và Tân Thế giới, các đồng tiền này đã được lưu thông rộng rãi bên ngoài biên giới của Tây Ban Nha. Nhờ có trữ lượng bạc khổng lồ được tìm thấy chủ yếu ở Potosí thuộc Bolivia ngày nay và các mỏ bạc nhỏ hơn ở Mexico (ví dụ, tại Taxco và Zacatecas) và các nguồn bạc khác của Tây Ban Nha trên khắp châu Mỹ. Các xu bạc ở các thuộc địa Tân Thế giới của Tây Ban Nha được đúc ở Potosí, Lima, Thành phố Mexico, ngoài ra còn có các xưởng đúc tiền nhỏ hơn ở Bogotá, Popayán, Guatemala City và Santiago. Đô la bạc ở thuộc địa có thể phân biệt với các loại xu bạc đúc ở Tây Ban Nha dựa trên hình tượng 2 cây trụ Hecules ở mặt sau đồng xu.
Mỗi đô la hoặc peso được chia thành 8 real ở Châu Mỹ Latinh cho đến thế kỷ XIX khi các đồng peos được chi nhỏ thành 100 centavos. Tuy nhiên, sự hỗn loạn tiền tệ ở Tây Ban Nha bắt đầu dưới thời trị vì của Vua Philip II dẫn đến đồng đô la được chia nhỏ như sau (chỉ tính riêng tại Tây Ban Nha):
- Cho đến năm 1642: 1$ = 8 real.
- Từ năm 1642: 1$ = 10 real các tỉnh.
- Từ năm 1687: 1$ = 15 + 2⁄34 reales de vellon.
- Từ năm 1737: 1$ = 20 reales de vellon.
- Năm 1864: 1$ = 2 Escudo bạc (khác với escudo vàng).
- Vào năm 1869: 1$ = 5 Peseta Tây Ban Nha, đồng tiền có tỷ giá ngang bằng với Franc Pháp trong Liên minh tiền tệ Latinh.

Tây Ban Nha sử dụng đồng peseta vào năm 1869 và gia nhập Liên minh tiền tệ Latinh đồng nghĩa với việc chấm dứt dấu tích cuối cùng của đô la Tây Ban Nha trên chính đất nước Tây Ban Nha. Tuy đồng 5 peseta (hay duro) có đường kính nhỏ và trọng lượng nhẹ hơn một chút so với đô la Tây Ban Nha, nhưng tỷ lệ bạc trong xu cũng cao, lên đến 90%.
Vào những năm 1990, những đồng xu kỷ niệm với mệnh giá 2.000 peseta đã được đúc, có kích thước và trọng lượng tương tự như đồng đô la.

## Mexico

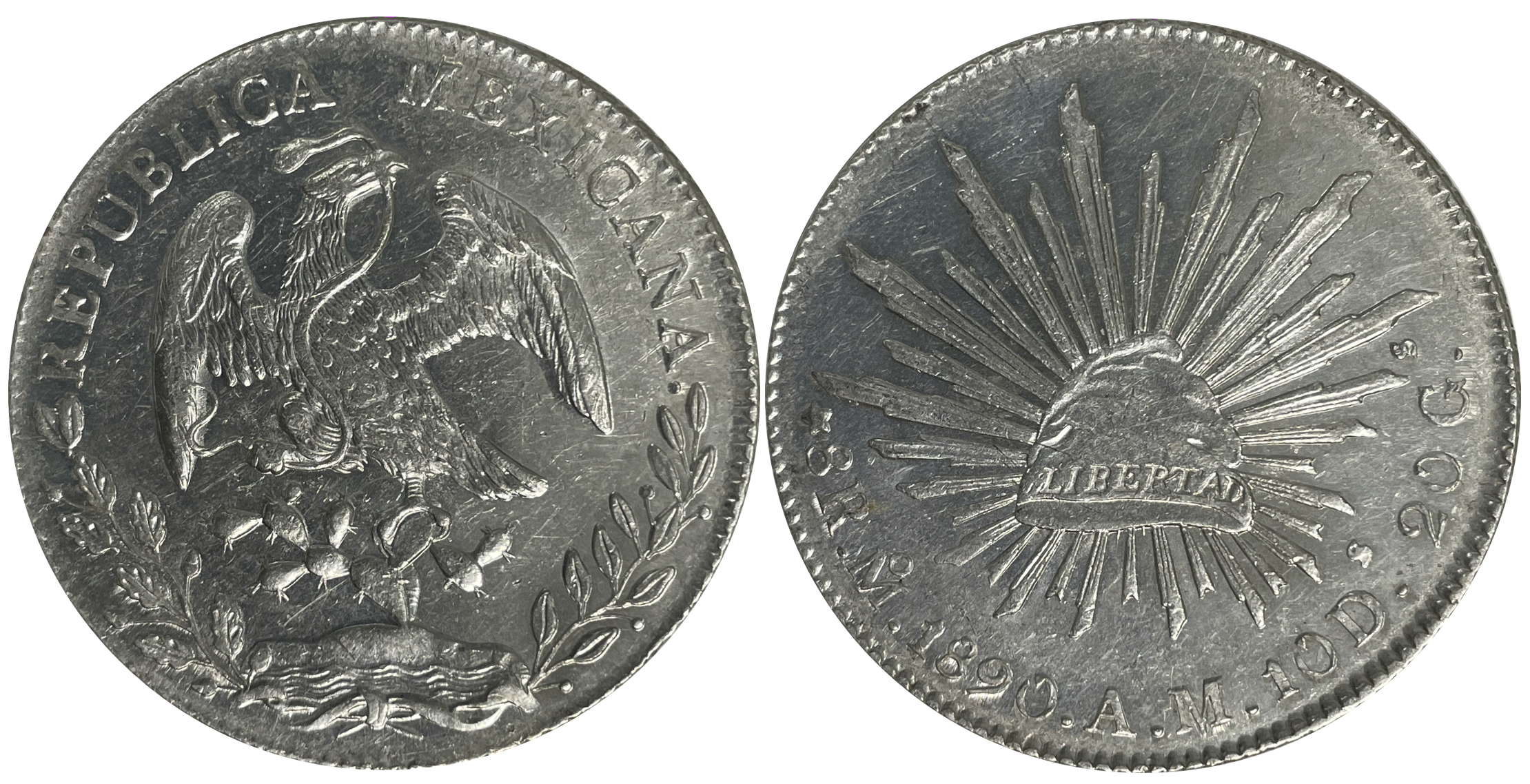
Xu bạc: 8 real Mexico - 1890 MoAM

Sau khi giành độc lập khỏi Tây Ban Nha vào năm 1821, nhà nước Mexico tiếp tục cho đúc xu bạc 8 real và escudo vàng cho đến khi tiền tệ Mexico được thập phân hoá và cho đúc đồng peso thay thế. Trong suốt thế kỷ XIX, xu bạc 8 real Mexico được người Việt trước đây gọi là xu con cò, được đúc theo tiêu chuẩn của đô la Tây Ban Nha thời thuộc địa. Trong khi đó đồng peso được đúc với trọng lượng 27,07 gam, với tỷ lệ bạc trong xu là 90,28% và đồng escudo vàng có trọng lượng 3,383 gam và tỷ lệ vang trong xu là 87,5%. Các đồng 8 real và peso do nhà nước Mexico độc lập đúc tiếp tục là một loại xu bạc thương mại được giao dịch quốc tế phổ biến trong suốt thể kỷ XIX.
Sau năm 1918, đồng peso bị giảm kích thước và tỷ lệ bạc, sau đó những năm 1940 và 1950 lại tiếp tục giảm. Tuy nhiên, các đồng 2 peso (1921); 5 peso (1947) và 10 peso (1955) đã được đúc với kích thước và tỷ lệ bạc tương đương như đồng peso cũ.

## Ireland và các thuộc địa của Anh
"Cob" là thuật ngữ mà Ireland và các thuộc địa của Anh dùng để chỉ đồng bạc 8 real của Tây Ban Nha, bởi vì trong thời kỳ đó, các đồng tiền vàng và bạc của Tây Ban Nha có hình dạng bất thường và thô.

## Châu Úc

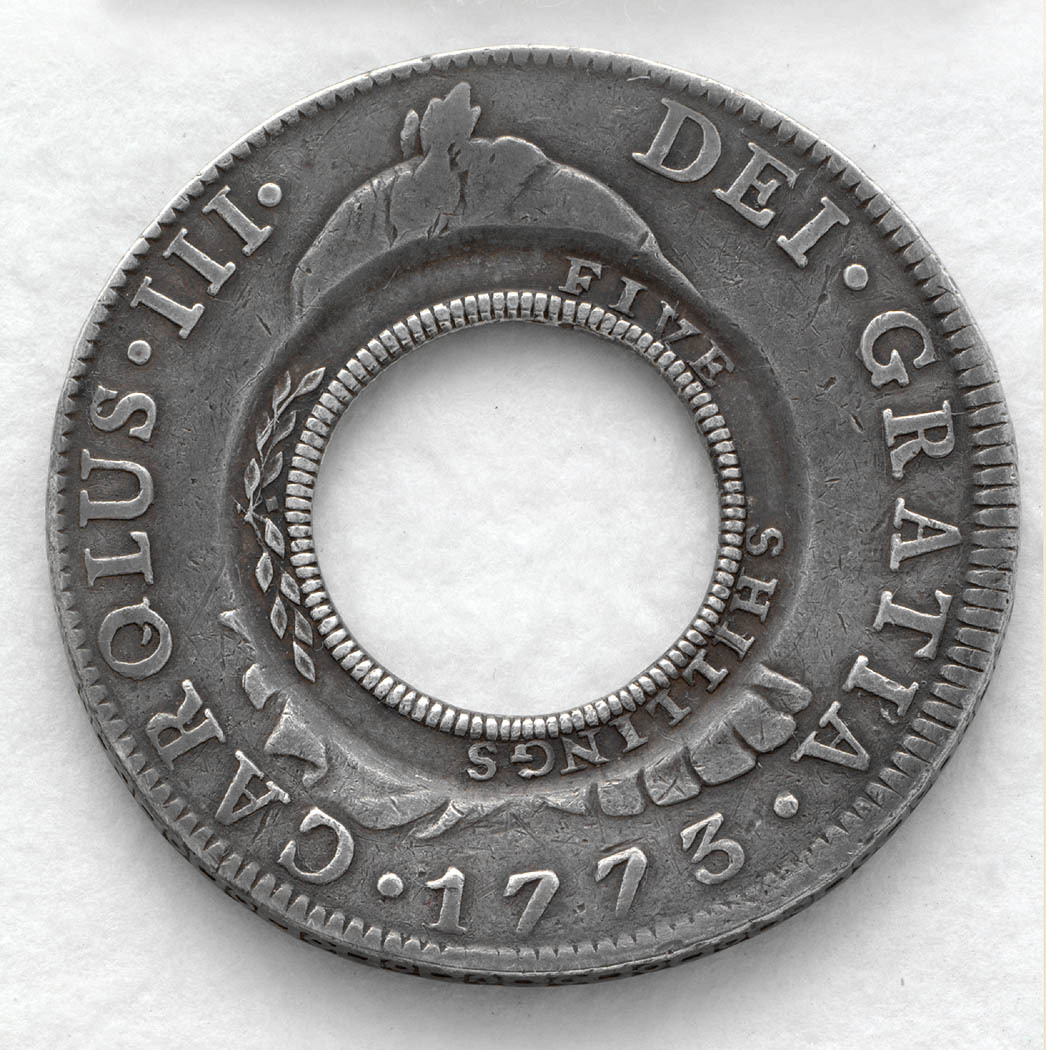
1 đô la Holey được làm từ xu bạc 8 real Tây Ban Nha, với mệnh giá là 5 shilling

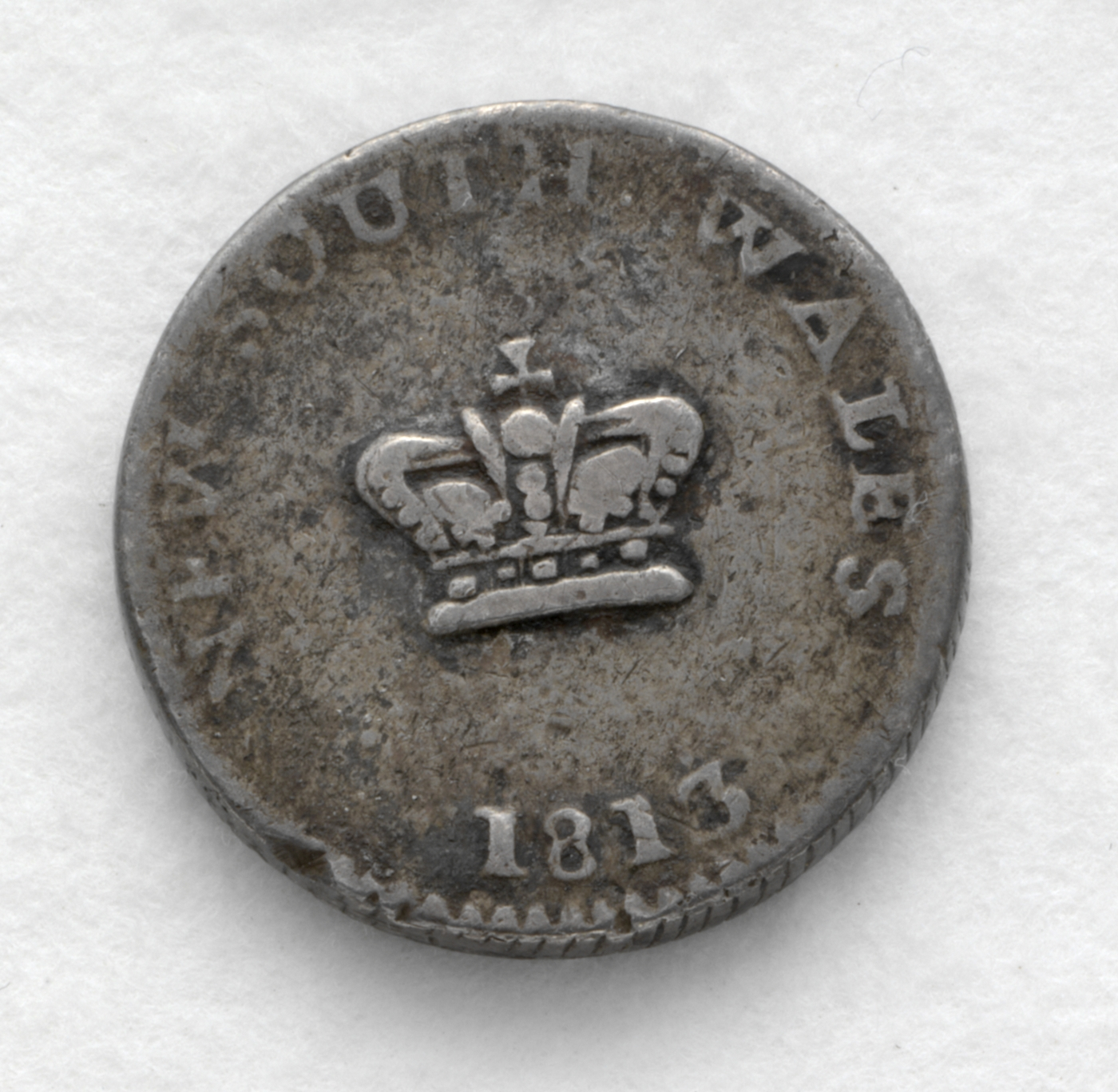
xu bạc dump với mệnh giá 15 pence được đục ra từ trung tâm xu bạc đô la Tây Ban Nha, với mệnh giá là 15 pence

Sau khi Thuộc địa New South Wales được thành lập ở Lục địa Úc vào năm 1788, nó đã gặp phải vấn đề thiếu tiền đúc, vì các tàu buôn đã lấy các xu bạc ra khỏi thuộc địa để đổi lấy hàng hoá. Năm 1813, Thống đốc Lachlan Macquarie đã sáng tạo ra một ý tưởng biến nguồn xu bạc đô la Tây Ban Nha do chính phủ Anh gửi đến thuộc địa thành 10.000 bảng Anh. Để ngăn chặn nguồn đô la Tây Ban Nha này thất thoát ra ngoài thuộc địa New South Wales và tăng gấp đôi mệnh giá của xu bạc, giữa các đồng xu đã bị đục lỗ. Phần tâm được đục lỗ gọi là "dump", có giá trị là 15 pence, và vành ngoài còn lại được gọi là "Đô la holey" có trị giá 5 shilling. Mặt trước của đồng đô la holey được đóng dấu dòng chữ "New South Wales" kèm theo năm 1813 và mặt sau của đồng xu có dòng chữ "5 shilling". Trong khi đó mặt trước của đồng xu "dump" được đóng dấu vương miện, dòng chữ "New South Wales" kèm năm 1813, mặt sau của đồng xu là dòng chữ "15 pence".
Các đồng tiền được cắt ra từ đô la Tây Ban Nha trở thành những loại tiền tệ chính thức đầu tiên được lưu thông ở Úc, tuy thời gian tồn tại tương đối ngắn. Quốc hội Anh đã thông qua Đạo luật Sterling bạc vào năm 1825, đạo luật này đưa tiền xu của Vương quốc Anh trở thành tiền tệ duy nhất được lưu hành ở các thuộc địa Úc châu của Anh, chấm dứt thời kỳ tồn tại của đồng đô la holey.

## Châu Á

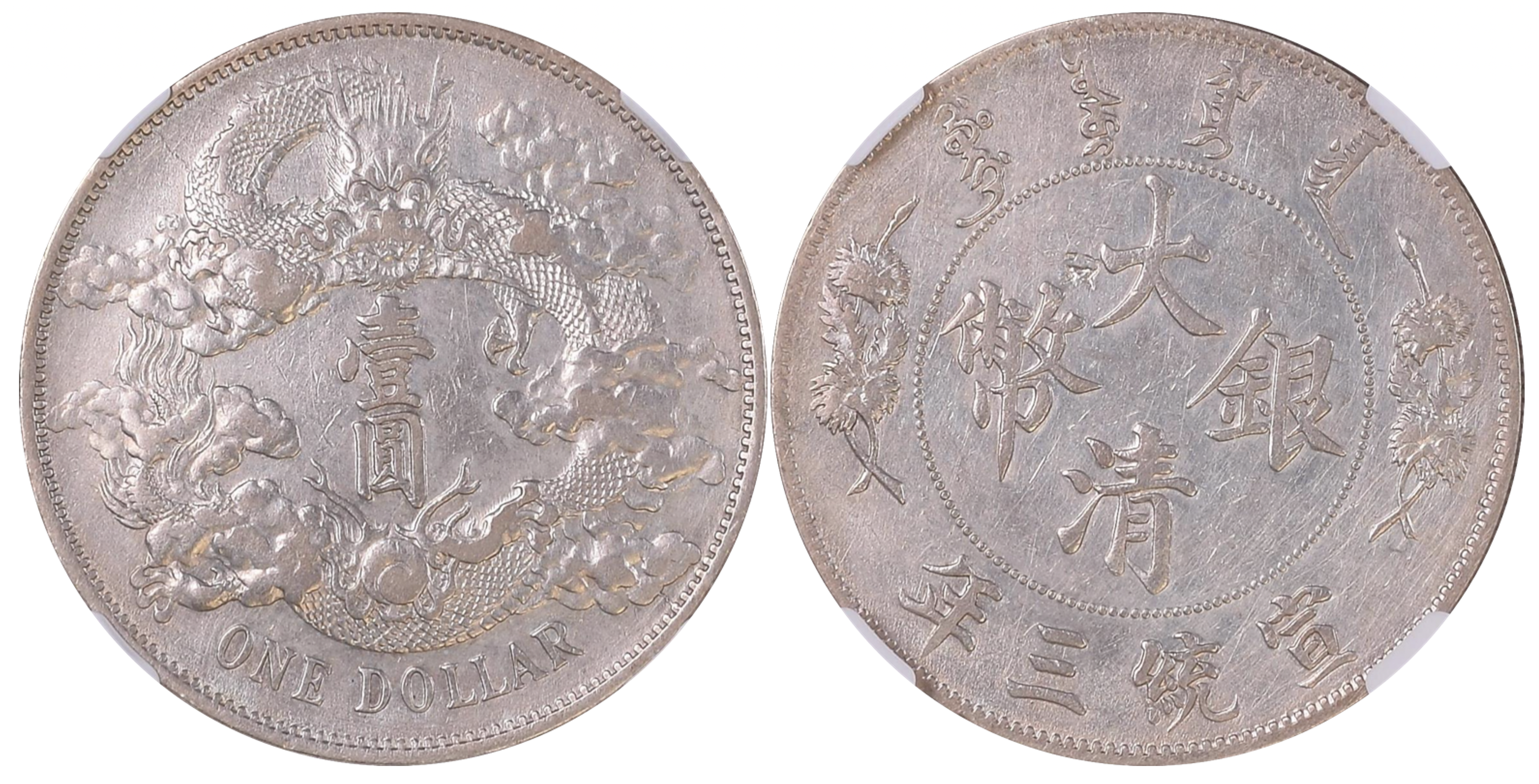
1 yuan/đô la Xuantong năm thứ 3, Nhà Thanh - 1911, xu được đúc theo tiêu chuẩn như đô la Tây Ban Nha

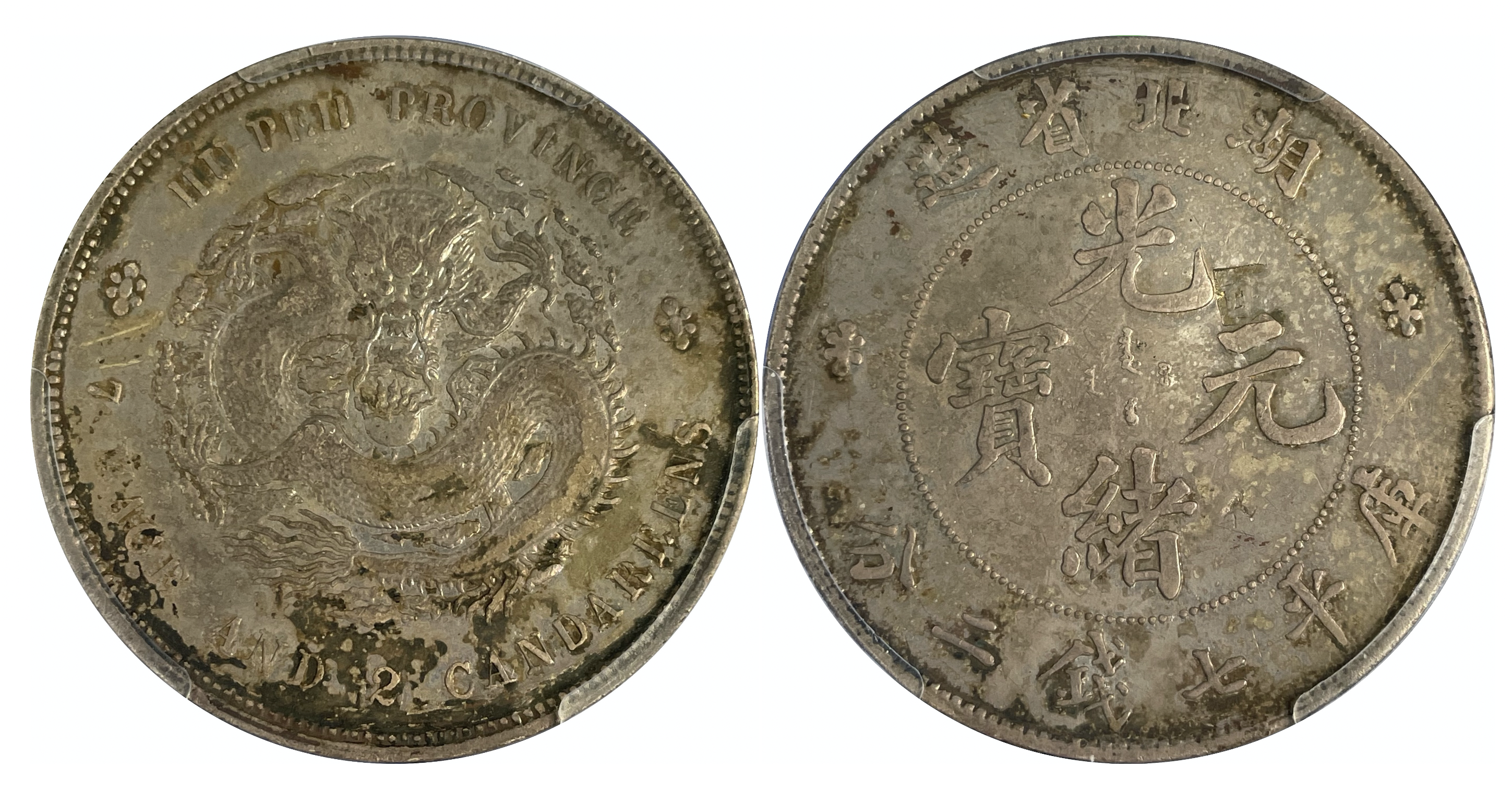
1 yuan/đô la Guangxu - Tỉnh Hồ Bắc_1895 - 1907

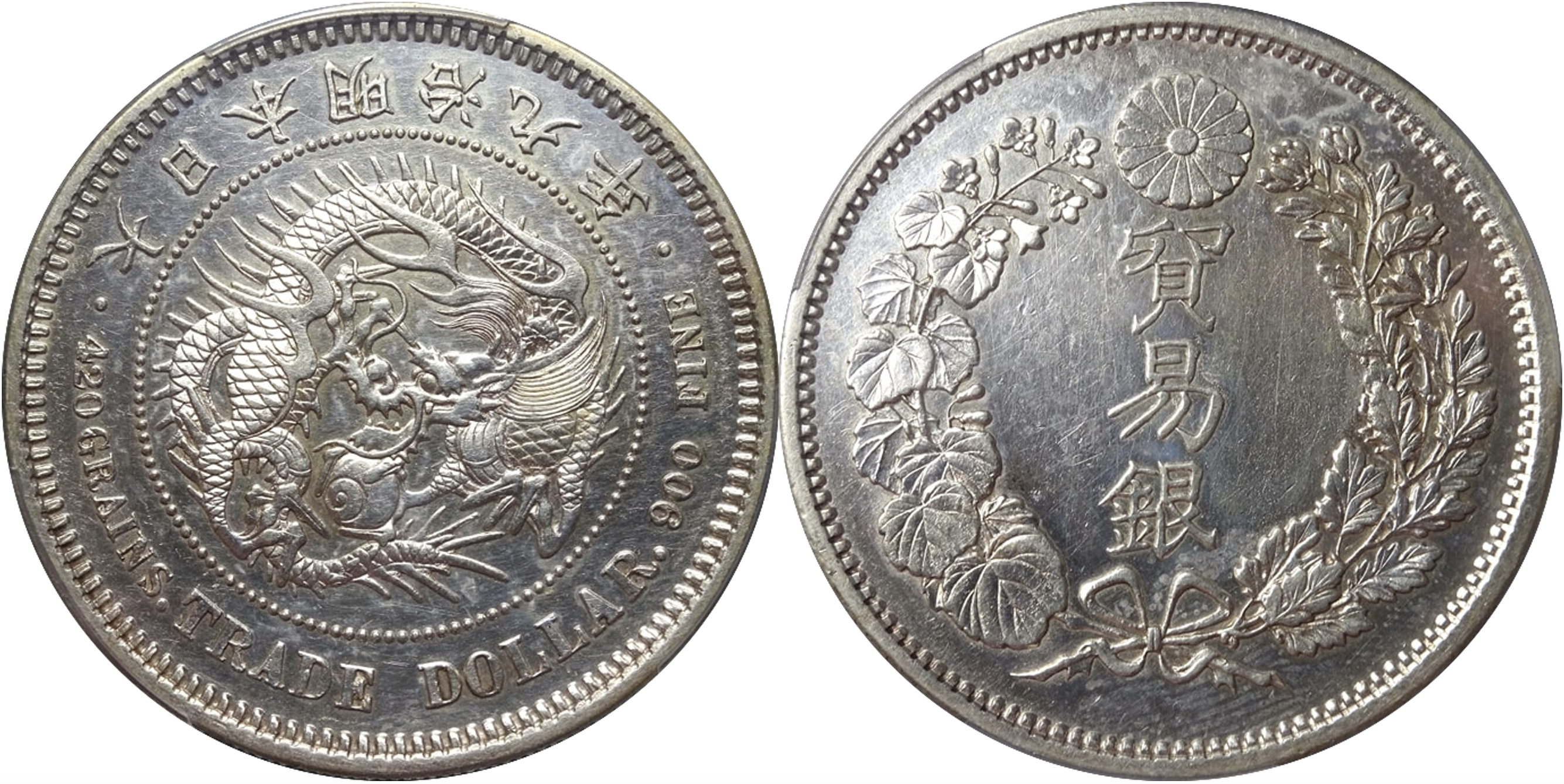
Xu bạc: 1 Dollar rồng Thương mại Nhật Bản, đúc năm 1876, niên hiệu Meiji năm thứ 9.

Vì những đồng xu bạc 8 real được vận chuyển với số lượng lớn vượt Thái Bình Dương đến Viễn Đông nên các băng nhóm cướp biển luôn xem các đoàn thuyền chuyên chở Tây Ban Nha là mục tiêu hấp dẫn. Những đồng bạc được đúc tại các thuộc địa của Tây Ban Nha ở châu Mỹ, sau đó được vận chuyển trên những chuyến tàu bườm galleon để đến Philippines, tại đây họ trao đổi hàng hoá với các thương nhân và phần lớn nguồn xu bạc này chảy về Trung Quốc, vì các triều đại ở đây chỉ chấp nhận trao đổi các sản phẩm của mình bằng bạc. Tuyến đường thương mại vượt Thái Bình Dương này được gọi là Manila galleon.
Trong thương mại với Trung Quốc, xu bạc đô la Tây Ban Nha thường được các thương gia kiểm tra và xác định là xu bạc thật bằng cách đóng dấu lên xu (chopmark). Trong nhiều thế kỷ liền đồng 8 mảnh của Tây Ban Nha rất được người Trung Quốc ưa chuộn trong việc giao dịch, vì thế mà đồng bạc này trở thành tiêu chuẩn để các quốc gia khác đúc ra những xu bạc cho riêng mình phục vụ buôn bán với Trung Quốc và chúng được gọi là Đô la thương mại, tất cả các thông số gồm trọng lượng, đường kính và tỷ lệ bạc gần như đều tương đương với đô la Tây Ban Nha.
Bản thân Nhà Thanh và các quốc gia châu Á như Nhật Bản và Triều Tiên đều đúc ra những xu bạc dựa trên tiêu chuẩn và thông số của đô la Tây Ban Nha, những xu bạc này được gọi là Đô la rồng.
Các tên được sử dụng cho đô la Tây Ban Nha ở Trung Quốc thời Nhà Thanh bao gồm běnyáng (本 洋), shuāngzhù (双柱), zhùyáng (柱 洋), fóyáng (佛 洋), fótóu (佛 頭), fóyín (佛 銀) và fótóuyín (佛 頭 銀). từ "fó" trong những tên gọi dùng để ám chỉ chân dung của vua Tây Ban Nha trên những xu bạc, vì khuôn mặt của ông giống với hình ảnh của Đức Phật; và từ "zhù" trong những cái tên đó ám chỉ hai cây trụ Hercules trong quốc huy của Tây Ban Nha.

## Hư cấu

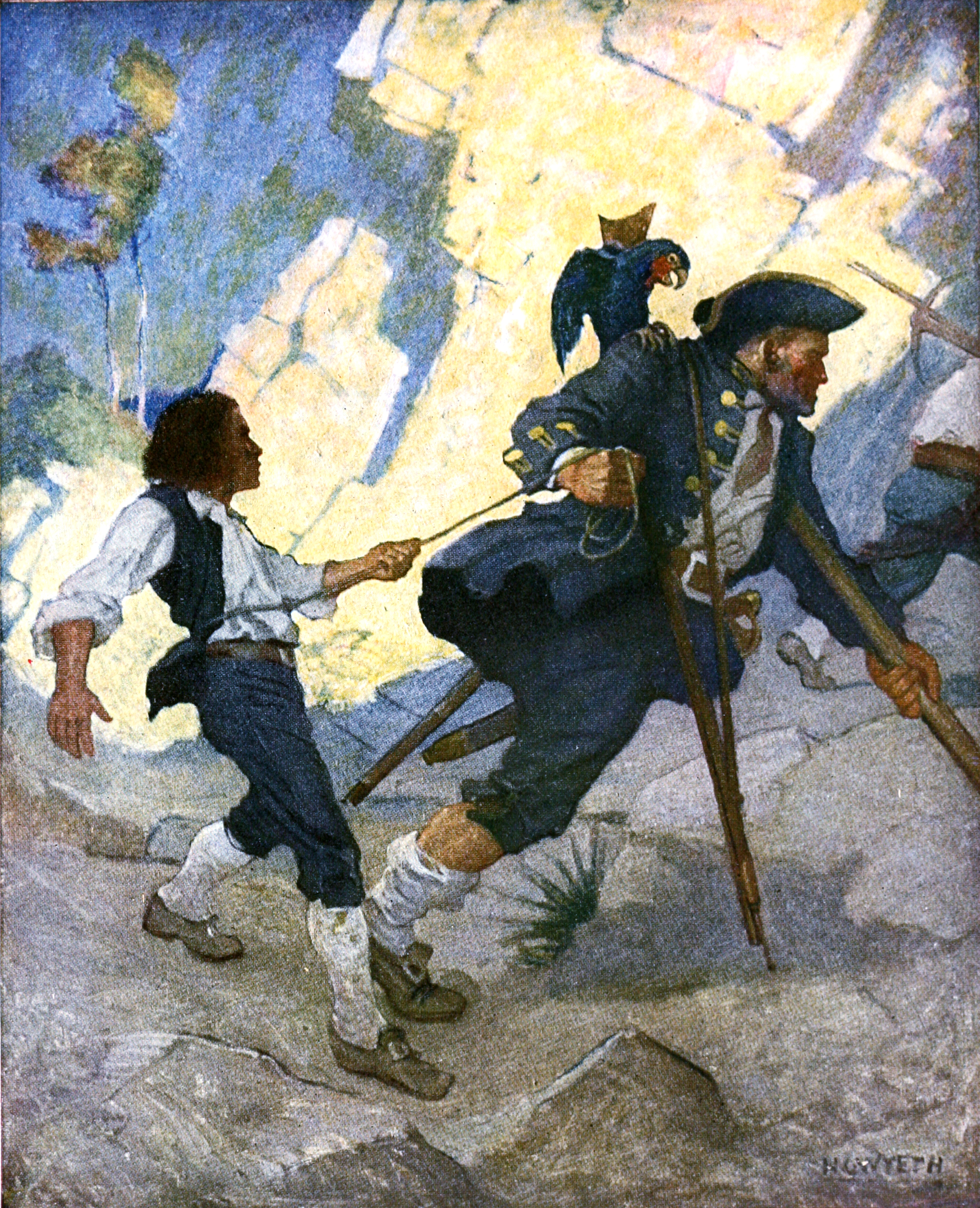
Long John Silver cùng con vẹt và Jim Hawkins trong Đảo giấu vàng, tranh minh họa của N. C. Wyeth, 1911

Trong văn hóa đại chúng và tiểu thuyết hiện đại, số tám thường gắn liền với khái niệm phổ biến về cướp biển.
- Trong Đảo giấu vàng của Robert Louis Stevenson, con vẹt của Long John Silver dường như đã được huấn luyện để kêu lên,[18] "Mãnh tám!" (Pieces of eight!) Việc sử dụng này đã gắn đồng xu (và những con vẹt) với những mô tả hư cấu về cướp biển. Xuất phát từ sự phổ biến rộng rãi của cuốn sách này, "Mảnh tám" đôi khi được dùng với nghĩa là "tiền" hoặc "rất nhiều tiền", bất kể mệnh giá cụ thể và cũng là từ đồng nghĩa với kho báu nói chung.
- Trong Cướp biển vùng Caribbean 3: Nơi tận cùng thế giới, các Lãnh chúa hải tặc phải gặp nhau bằng cách đưa ra "Chín mảnh tám" ("Nine Pieces of Eight"), vì những mảnh này được Tòa án anh em đầu tiên sử dụng để phong ấn nữ thần Calypso trong hình dạng con người. Vì các Lãnh chúa Hải tặc, vào thời điểm phong ấn Calypso vào hình dạng con người, quá nghèo để có thể cung cấp đô la Tây Ban Nha thực sự, thay vào đó, họ đã chọn sử dụng bùa hộ mệnh cá nhân, ngoại trừ "mảnh thứ chín trong tám mảnh" (của Jack Sparrow), là một mảnh tám thực sự được treo trên chiếc khăn rằn của anh ấy trong tất cả các bộ phim, cho đến khi nó bị phá hủy trong phần phim thứ ba.
- Pieces of Eight là album phòng thu thứ tám và album concept thứ hai của Styx, phát hành vào ngày 1 tháng 9 năm 1978.
- Trong nhân vật phản diện "Going Postal" của Terry Pratchett, Reacher Gilt có một con vẹt mào tên là Alphonse đã được huấn luyện để nói "Mười hai rưỡi phần trăm!", tức là nói một phần tám.[19]
- Mảnh tám được sử dụng làm tiền tệ trên Đảo Khỉ (loạt phim).[20]